# 乙草胺
乙草胺（英語：Acetochlor）是一种由孟山都和捷利康开发的除草剂，是苯胺类除草剂的一员，作为elongase和香叶基香叶基焦磷酸（GGPP）环化酶的抑制剂起作用，从而阻断赤霉素途径。它具有较高的环境污染风险。